# Калаверасский череп
- Эта статья (раздел) содержит текст, взятый (переведённый) из одиннадцатого издания «Британской энциклопедии», перешедшего в общественное достояние.

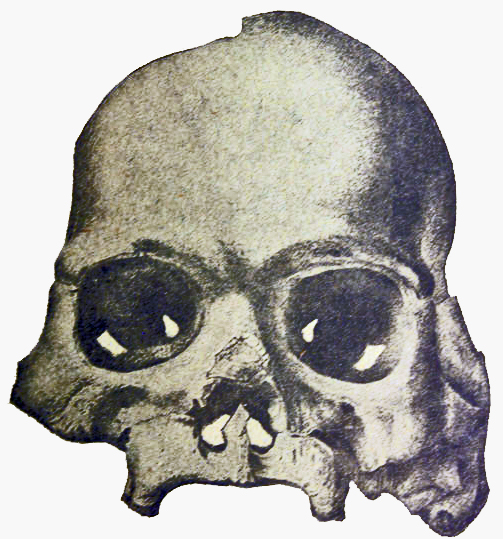

Калавера́сский че́реп — окаменелый человеческий череп, обнаруженный шахтёрами в Калаверасе, штат Калифорния, США, в 1866 году и якобы доказывавший сосуществование в Калифорнии людей, слонов и мастодонтов. Находка черепа вызвала значительные научные и теософские дискуссии. Позже было доказано, что он являлся мистификацией, и этого мнения придерживается абсолютное большинство учёных. Ныне Калаверасский череп считается одной из самых известных археологических фальсификаций, статья о нём была опубликована ещё в 11 издании Энциклопедии Британники.

## История
25 февраля 1866 года шахтёры обнаружили человеческий череп в шахте, под слоем лавы, на глубине 40 метров, после чего он попал в руки Джозайи Уитни, главного геолога штата Калифорния, а также профессора геологии в Гарвардском университете. За год до обретения черепа Уитни опубликовал статью с мнением, что люди, мастодонты и слоны сосуществовали; найденный череп послужил ему в качестве доказательства его убеждений. После тщательного изучения он официально объявил о своём открытии на совещании в Калифорнийской академии наук 16 июля 1866 года, объявив, что получил доказательства существования человека периода плиоцена в Северной Америке, что делало эту популяцию, по его мнению, старейшей из обнаруженных на континенте.
Подлинность его открытия была немедленно оспорена. В 1869 году газета в Сан-Франциско сообщила, что шахтёр сказал священнику, что череп был подложен в качестве шутки. Томас Уилсон из Гарвардского университета провёл фторовый анализ черепа в 1879 году (первый в истории подобный анализ на костях человека), получив результаты, указывающие, что череп имел недавнее происхождение. В скором времени мнение, что череп является подделкой, распространилось так широко, что писатель Брет Гарт написал сатирическое стихотворение под названием «Для плиоценового черепа» в 1899 году.
Уитни, тем не менее, настаивал на своём убеждении, что череп был подлинным. Его преемник в Гарварде, Патнэм, также считал, что череп настоящий. К 1901 году Патнэм был полон решимости узнать правду и направился в Калифорнию. Находясь там, он услышал историю, что в 1865 году один из множества индейских черепов был выкопан из соседнего захоронения и помещён в шахту специально для того, чтобы его обнаружили шахтёры. Патнэм, однако, даже после этого отказался объявить череп подделкой, выразив сомнение, что речь идёт об одном и том же черепе. Другие, в том числе приверженцы теософских взглядов, также были непоколебимы в своей вере в подлинности черепа.
Антрополог Уильям Генри Холмс из Смитсоновского института исследовал череп на рубеже XIX-XX веков. Он определил, что растительные и животные окаменелости, которые были обнаружены рядом с черепом, были действительно подлинными, но сам череп был слишком «современным» и похожим на современных индейцев. Кроме того, Баутвелл, проводивший расследование в 1911 году, получил от одного из участников обнаружения информацию, что всё это было на самом деле обманом. Джон Скрибнер, местный лавочник, также утверждал, что именно он подбросил череп, — эти сведения были обнаружены его сестрой после его смерти. Радиоуглеродный анализ в 1992 году установил возраст черепа приблизительно в 1000 лет, поместив его в конец периода голоцена.
Практически все современные учёные признают, что Калаверасский череп является мистификацией, хотя немногочисленное количество креационистов продолжает утверждать обратное.